# 維泰茲足球俱樂部
維泰茲足球俱樂部是波斯尼亚和黑塞哥维那的一家足球俱樂部，球隊現在參加波黑联邦足球乙级联赛中部赛区的賽事。俱乐部的徽章上一把剑矗立在一个足球的前面，俱乐部成立的年份也标注在徽章上。
俱樂部成立於1947年。2004年時球隊曾名為NK Vitez FIS。